# 萨塞 (马耶讷省)
萨塞（法語：Sacé，法語發音：[sase]）是法国马耶讷省的一个市镇，属于马耶讷区。

## 地理
萨塞（48°11'8"N, 0°42'48"W）面积12.46 平方千米，位于法国卢瓦尔河地区大区马耶讷省，该省份为法国西北部内陆省份。
与萨塞接壤的市镇（或旧市镇、城区）包括：马耶讷河畔马蒂涅、昂杜耶、沙隆迪曼恩、拉沙佩勒昂特奈斯、卢韦内、蒙弗卢尔、圣日尔曼当克叙尔、马耶讷河畔圣让。

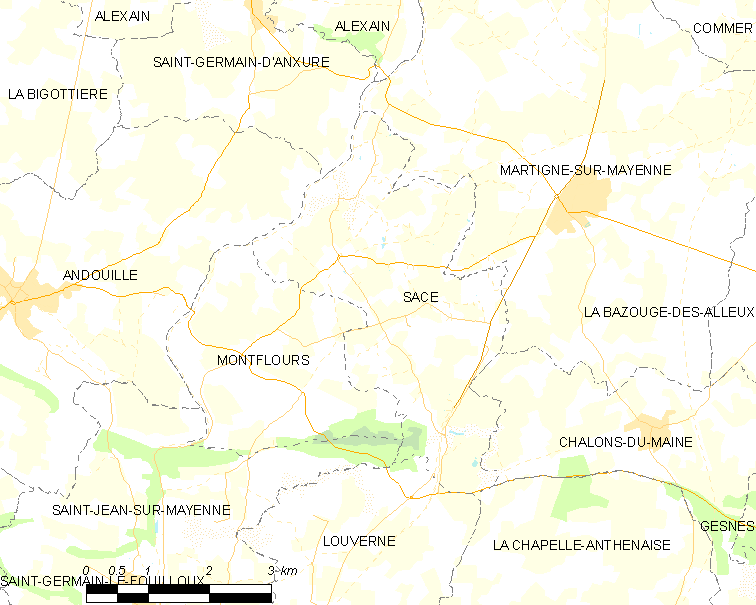
的OSM定位图

萨塞的时区为UTC+01:00、UTC+02:00（夏令时）。

## 行政
萨塞的邮政编码为53470，INSEE市镇编码为53195。

## 政治
萨塞所属的省级选区为邦尚莱拉瓦勒县。

## 人口

1962-2008年间人口变化图示

萨塞于2022年1月1日时的人口数量为484人。